# Gonzalo Rubalcaba
Gonzalo Rubalcaba (L'Avana, 27 maggio 1963) è un pianista, percussionista e compositore cubano.

## Biografia
Nato in una famiglia di tradizione artistica musicale, dopo aver conseguito la laurea in composizione musicale nel 1983, Rubalcaba inizia ad uscire dai confini nazionali entro i quali già da tempo si esibiva e approda sui palcoscenici internazionali.
L'incontro con il bassista Charlie Haden, nel 1986, gli apre le porte della Blue Note, che lo inserisce nella propria “scuderia jazz” e per la quale inciderà negli anni successivi 14 album.
Il suo stile percussivo e la notevole tecnica gli hanno permesso di sviluppare un percorso artistico marcatamente jazz ma contaminato dalle diverse tradizioni musicali latine (principalmente quella cubana e quella messicana).
Con 15 nomination ai Grammy Awards (e vincitore nel 2002 - con Jay Newland e Charlie Haden alla produzione - con l'album "Nocturne" come Best Latin Jazz Album) e collaborazioni con i più grandi jazzisti (da Dizzy Gillespie a Herbie Hancock a Richard Galliano a Ron Carter, solo per citarne alcuni), Gonzalo Rubalcaba è considerato una delle stelle del jazz cubano.

## Discografia
- Concierto Negro (1987)
- Mi Gran Pasion (1987)
- Live in Havana (1989)
- Giraldilla (1990)
- Discovery: Live at Montreux (1990)
- The Blessing (1991)
- Images: Live at Mt. Fuji (1991)
- Suite 4 y 20 (1992)
- Rapsodia (1992)
- Imagine (1993)
- Diz (1993)
- Concatenacion (1995)
- Flying Colors (1997) with Joe Lovano
- Antiguo (1998)
- Inner Voyage (1999) with Michael Brecker
- Supernova (2001)
- Inicio (2001)
- Nocturne (2001) with Charlie Haden
- Paseo (2004)
- Land of the Sun (2004) with Charlie Haden
- Solo (2006)
- Avatar (2008)
- Fé (2010)
- XXI Century (2011)
- Volcan (2013)